# Зарваниця (Тернопільський район)

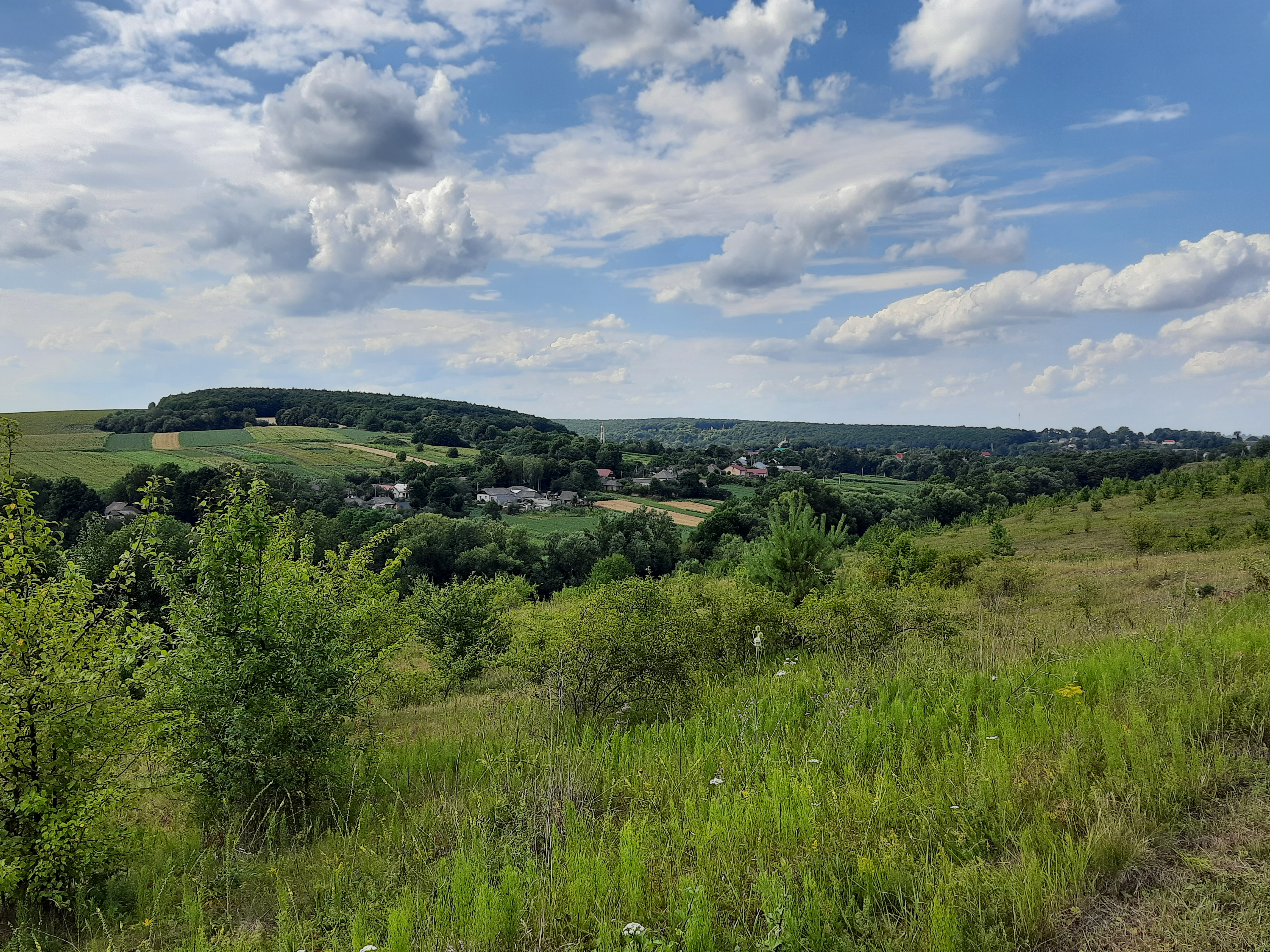
Вигляд на село з пагорба

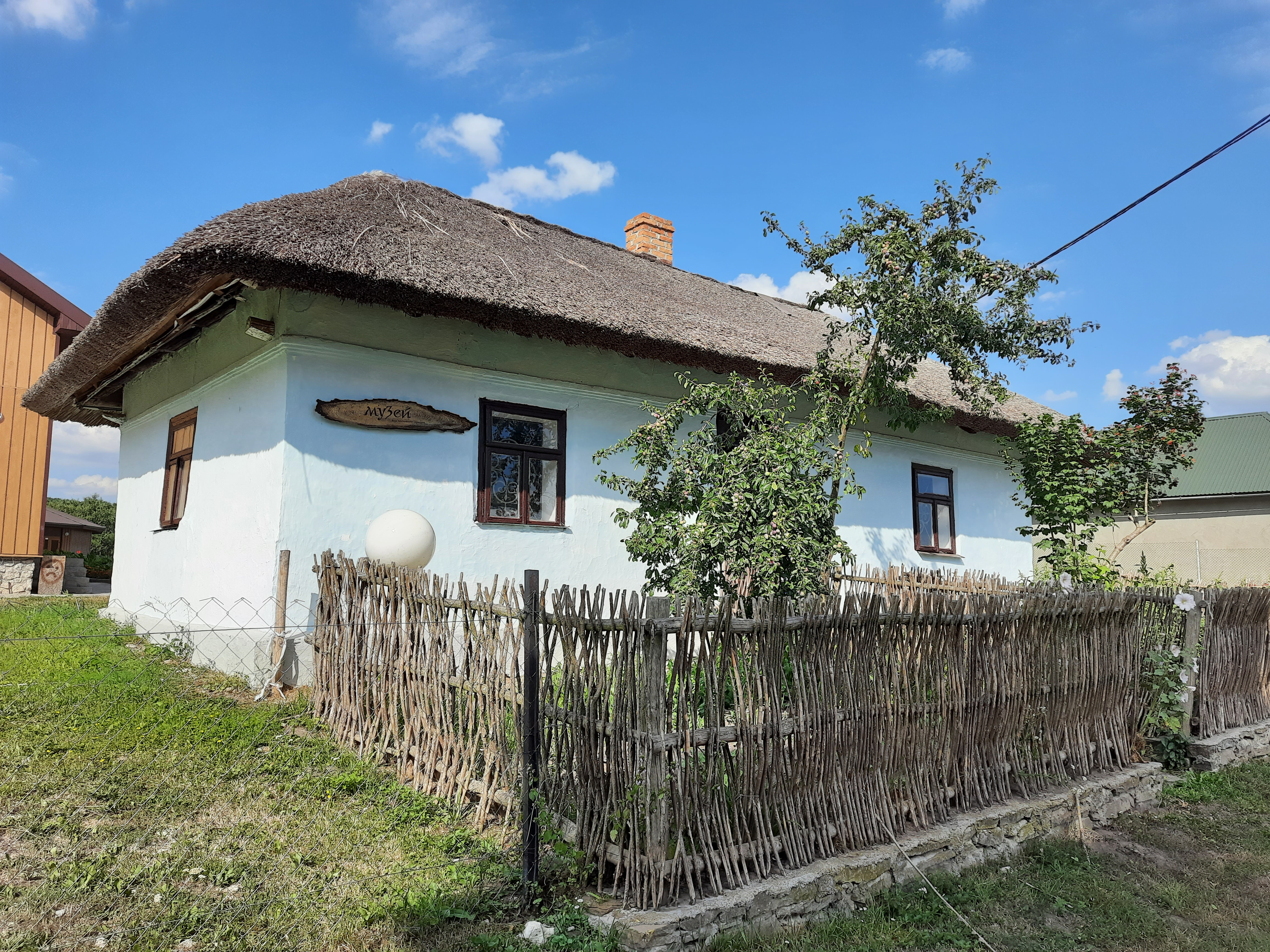
Музей

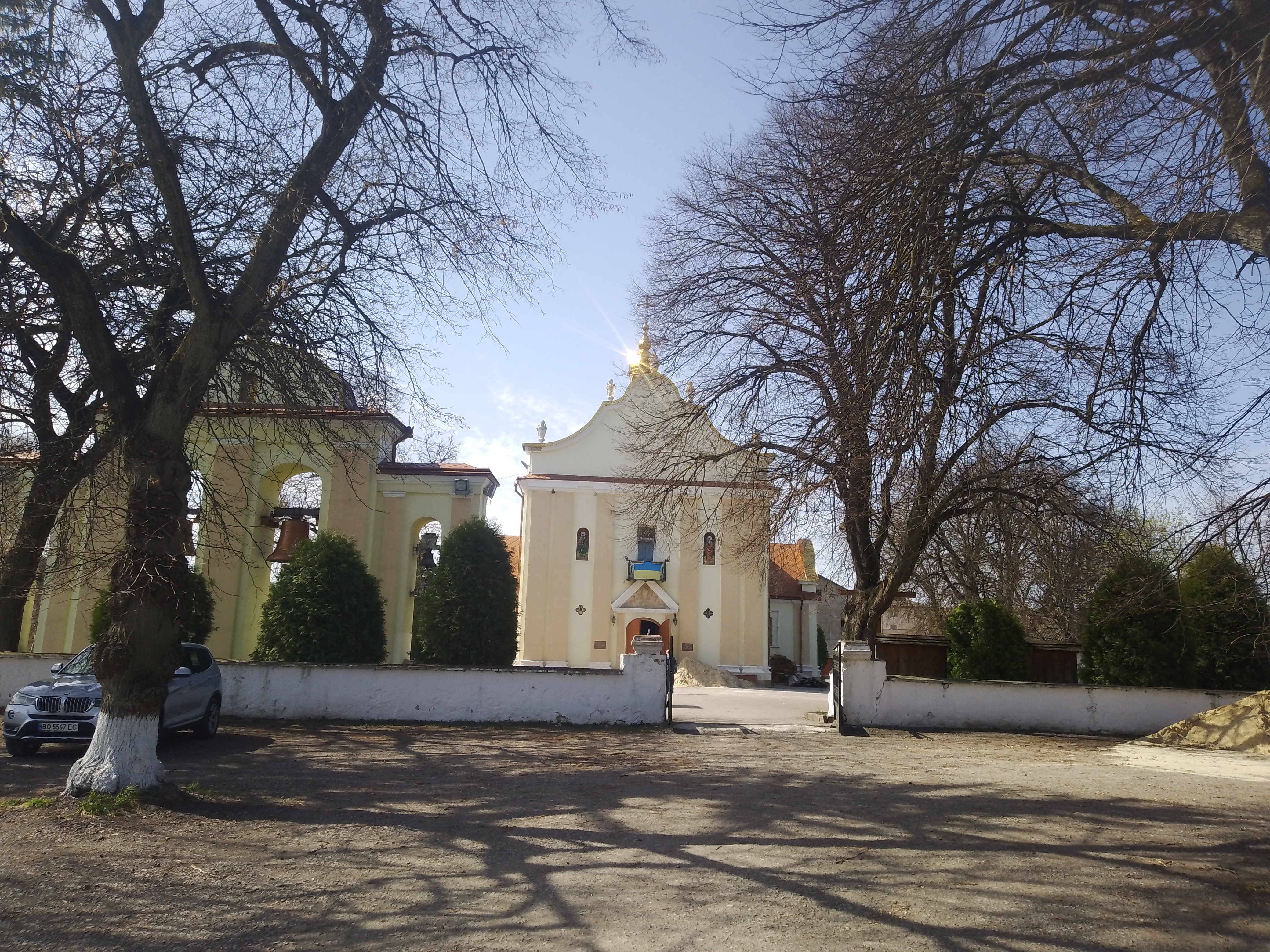
Церква Пресвятої Трійці 2025

Зарвани́ця — село в Україні, у Золотниківській сільській громаді Тернопільського району, Тернопільської області, розміщене на лівому березі річки Стрипа.
Давніше було містечком. До 2015 року  адміністративний центр колишньої Зарваницької сільради, якій було підпорядковане село Сапова. Від вересня 2015 р. увійшло до складу Золотниківської сільської громади. До Зарваниці приєднаний хутір Раків Кут. Поштове відділення — Вишнівчицьке.
Населення — 285 осіб (2017 р.).
Для християн усього світу Зарваниця добре відома чудотворною іконою і цілющим джерелом, біля якого з'являлася Божа Матір. Зараз на цьому місці споруджено Марійський духовний центр — комплекс церковних споруд з Собором Зарваницької Матері Божої, що належать Українській греко-католицькій церкві. Щороку сотні тисяч паломників приходять сюди на прощу.

## Географія
На північний схід від Зарваниці розміщене с. Вишнівчик, на північний захід — Котузів, на південний захід — Гниловоди, на південь — Сапова з присілком Полісюки.

## Історія

### Археологічні знахідки
Поблизу Зарваниці виявлено археологічні пам'ятки культури кулястих амфор.
У книзі Андрія Мельника про археологічні знахідки написано:

| «властитель села, п. Роман Охоцький робив розкопки за двором в стороні цвинтаря, де сьогодні дерев'яний хрест, та там викопав кам'яну домовину, а в ній людський кістяк та камінний топірець. Ці археологічні здобутки подарував до музею графів Дідушицьких у Львові». |

### Легенди про заснування
Є кілька версій щодо назви села.
- За народними переказами, початки зародження Зарваниці пов'язуються з появою чудотворної ікони Богоматері. Місцина над Стрипою стала надійним прихистком християнства під час наступу монголів на терени Русі-України. Коли у 1240 р. був дощенту зруйнований Київ, уцілілі монахи почали втікати на захід.

Легенда розповідає:

| Один із київських ченців чудом врятувався від ворожих наїзників і опинився на галицькому Поділлі в лісах над рікою Стрипою. Довге скитальство та нестерпний голод так знесилили його, що, умиротворений надією на допомогу Богоматері, чернець заснув. У сні відкрилась перед ним райська місцина: оповита чарівним серпанком долина, погаптована різнобарвними квітами і освітлена дивним сяйвом. В його блиску з'явилася Мати Божа з двома ангелами, які мали в руках білі лілії. Чернець упав перед Пречистою Дівою Марією на коліна. Вона із усміхом подала йому в руки край свого омофора. Пробудившись, побачив чудову долину, оточену віночком густого лісу. Раптом у росяній траві засвітилося джерело чистої води, а над ним спалахнула небесним промінням ікона Пресвятої Діви Марії з малим Ісусом на руках. Чернець пригадав сон і склав поклін Пречистій. Це місце, де зарвав його сон, назвав Зарваницею. Згодом він збудував біля кринички каплицю і примостив у ній ікону Богоматері. Сюди, почувши про чудо, почали приходити люди і поселятися. З роками у затишному видолинку виросли церква і монастир, селянські обійстя. Так почалася Зарваниця. |
- Після битви з турками-османами на Косовому полі в 1389 р. чимало сербських ченців, які взяли із собою релігійні книги, чудотворні ікони, назвали своє поселення Сербаниця (пізніше перейменоване на Зарваниця).[1]
- У книзі о. Андрія Мельника «Зарваниця» (Рогатин, 1925 р.) йдеться, що Зарваниця

| з трьох боків оточена водою Стрипи. З гори оглядаючи цю місцину, здається, що це ріка зарвала шмат землі, на якому розложилось село.[1] |

### Період Речі Посполитої
30 липня 1436 р. — в «Актах ґродських і земських» (найдавніші записки галицьких судів 1435—1475 років) згаданий Ianussio de Zerwanycza (лат., тобто Януш із Зе(а)рваниці). Ще одна письмова згадка — 1458 р. Архівні документи XVIII століття підтверджують, що Зарваниця обіймала нинішній Вишнівчик і Полісюки.
Володислав Опольський наприкінці XIV ст. передав Зарваницю та навколишні територю у спадкове володіння. Власниками села у XV ст. були шляхтичі Зарваницькі (їхні родичі — Копичинські з Бествіни гербу Топач), пізніше — Ходоровські, Уміньські, Тимборські, Маковецькі, Вистемпи, Куровські, Овадовські. Від останніх Зарваниця перейшла до Пйотра Міхала Мьончиньського, після його смерті — онук Іґнація, правнука Матеуша. У 1836—1864 рр. дідичем був Томаш Охоцкі, власником табулярної маєтности до 1910 р. — Зеферин Охоцкі та його спадкоємці. Кілька років власником табулярної маєтности був єврей Фелікс Вайсгляс, від якого маєток викупив (за 1 млн корон) у 1913 р. Андрей Шептицький. У власності митрополії УГКЦ маєток був до 1939 р.
Населений пункт розвивався і в XVI ст. поселення стало містечком, було третім за кількістю мешканців у Теребовлянському повіті (після Теребовлі, Підгайців). 28 грудня 1548 р. король Сигізмунд І дав дозвіл Йоахімові Подвербецькому на заснування містечка, разом з тим запроваджував ярмарки та увільняв міщан від податків на 20 років. У 1564 р. була церква в містечку (напевне, дерев'яна).
Для захисту Зарваниці від турецьких нападників викопали з висипаним високим валом рів, який з'єднував Стрипу, і спорудили в'їзну браму. Збереглися письмові свідчення про існування в середні віки мурованого замку, який був на присілку Полісюки. На даний момент з місця замку не залишилося нічого. 
У 1662–1704 рр. Зарваницю кілька разів стустошували турки і кримські татари. Вони спалили селянські оселі, церкву (в 1732 р. діяла в хаті) і монастир. Багатьох людей було вбито, захоплено в полон. Однак ікону Божої Матері вдалося врятувати. Її перенесли до нової дерев'яної церкви, побудованої в центрі Зарваниці (Церква святого Івана Хрестителя, 1738 р.). У ній примостили також чудотворний образ Розп'ятого Спасителя, який було короновано, за дозволом Папи Римського, у 1742 р. в присутності Митрополита Київського — предстоятеля Української (Руської) Греко-Католицької Церкви Атанасія Шептицького.
У 1747 р. церковна громада почала будівництво мурованого храму з каменю в стилі бароко. В 1754 р. дерев'яна церква згоріла. На місці, де вона стояла, отець Петро Білинський поставив кам'яний хрест. Того ж року за фінансової допомоги тодішнього власника села графа Пйотра Міхала Мьончиньського завершено спорудження храму Пресвятої Трійці. Її будували із каміння, взятого зі зруйнового кримськими татарами замку в Полісюках. Це був четвертий храм з часу заснування Зарваниці, його освятив отець Ілія Білинський.

### Період Австрійської імперії

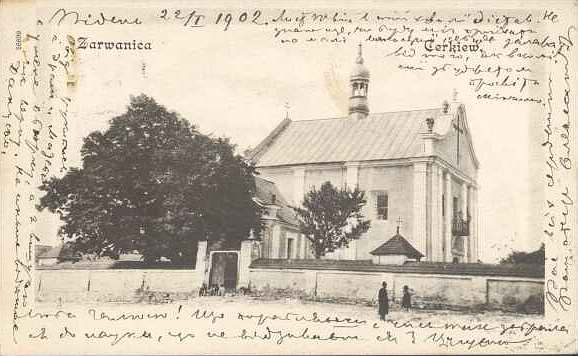
Троїцька церква на поштівці 1902 року

До нової церкви урочисто перенесено обидві чудотворні ікони. У 1784 р. храм розмалював митець Андрій Солецький, у 1859 р. інтер'єр відновив живописець Антоній Корчмарський. У 1867 р. заходами пароха о. Порфирія Мандичевського було урочисто короновано ікону Зарваницької Матері Божої, старанням кардинала Івана Сімеоді папа Пій IX надав Зарваниці статус відпустового місця. Відтоді починаються відпустові дні, коли тисячі прочан відвідують це святе місце. В 1894 р. біля джерела вимурувано каплицю. У 1902 р. тут під час першої канонічної візитації подільських деканатів перебував Митрополит Галицький та Архієпископ Львівський Андрей (Шептицький), мав проповідь; у 1906 р. відновив Зарваницький деканат УГКЦ.
Часто відвідував Зарваницю майбутній Патріарх Української греко-католицької церкви Йосиф (Сліпий). Монастир мав також свій водяний млин і пекарню, опікувався бідними людьми.

### Перша світова війна
Більшість хат, монастирські будівлі згоріли (в т. ч. помешкання пароха, сотрудника); снаряди пошкодили дах, притвор, стіни в Церкві Пресвятої Трійці. Дзвін російські солдати вивезли до Підгаєць, там під час відступу залишили (після війни повернули назад). До закінчення ремонту храму відправи були в Золотниках. Ікона Божої Матері Зарваницької була пошкоджена, зберігалась у сховку церкви в Підгайцях.

### Період ІІ-ї Польської Республіки
У 1936 р. на фасаді при вході до церкви Пресвятої Трійці живописець Володимир Іванюх (вихованець Олекси Новаківського) відтворив у мініатюрі святі культи і духовні споруди Зарваниці, людей, що йдуть до них, ангелів, сцену Вознесіння Христа.

### Радянський період
1944 р. було спалено дерев'яну монастирську церкву, 1946 р. знищено монастир, у 1961 р.  — каплицю. Джерело обгородили колючим дротом. Ставили міліційні заслони у відпустові дні. Однак у лісі та в хатах проводилися підпільні богослужіння. У 1975 р. завідателем поруйнованої більшовиками церкви в Зарваниці був призначений отець-митрат Василь (Семенюк). Він із благословення митрополита Володимира Стернюка, працюючи душпастирем у катакомбних церквах, водночас став керівником підпільної духовної семінарії. Так тривало до кінця 1980-х рр..

### Період Незалежності

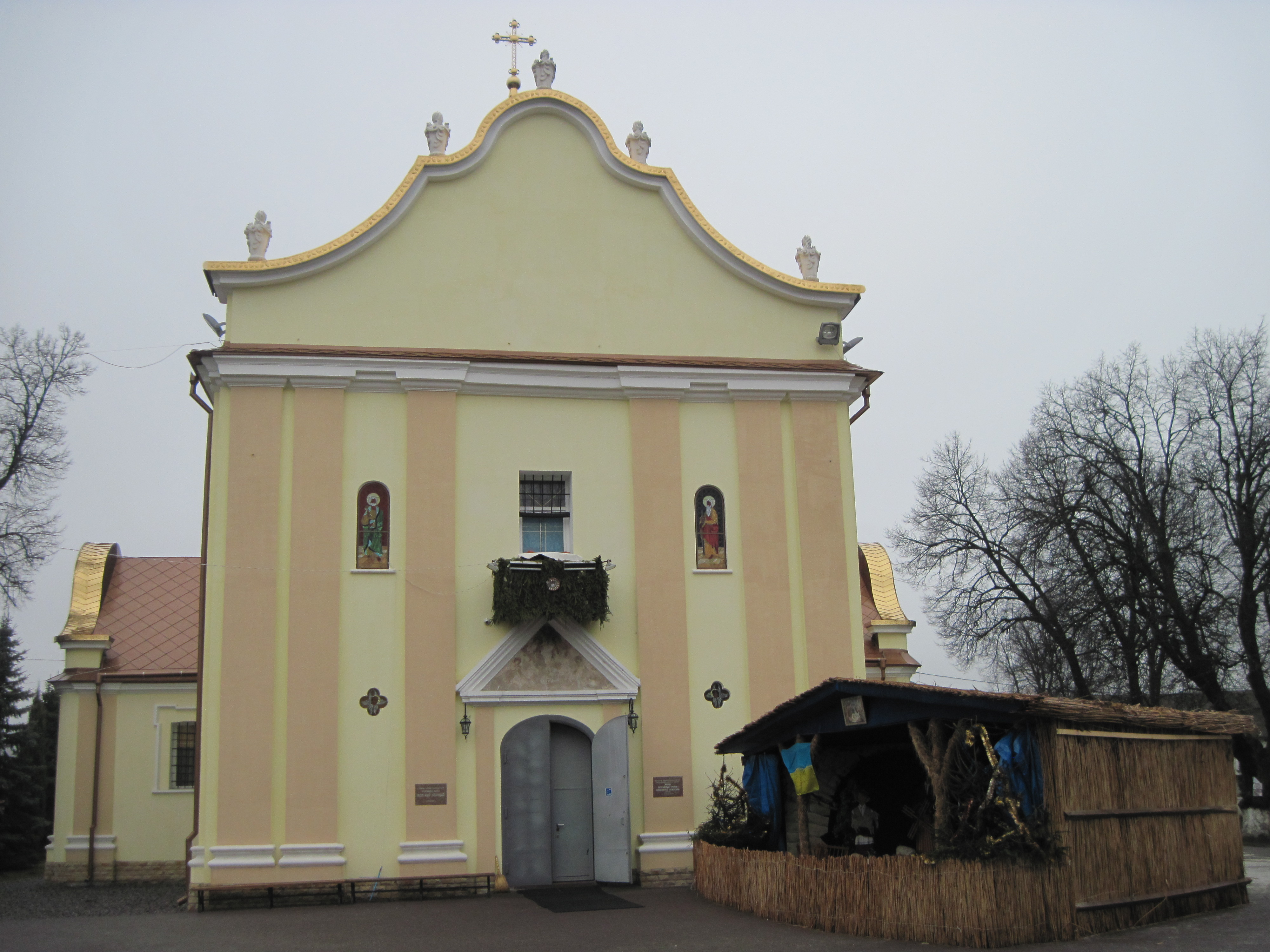
Церква Пресвятої Трійці

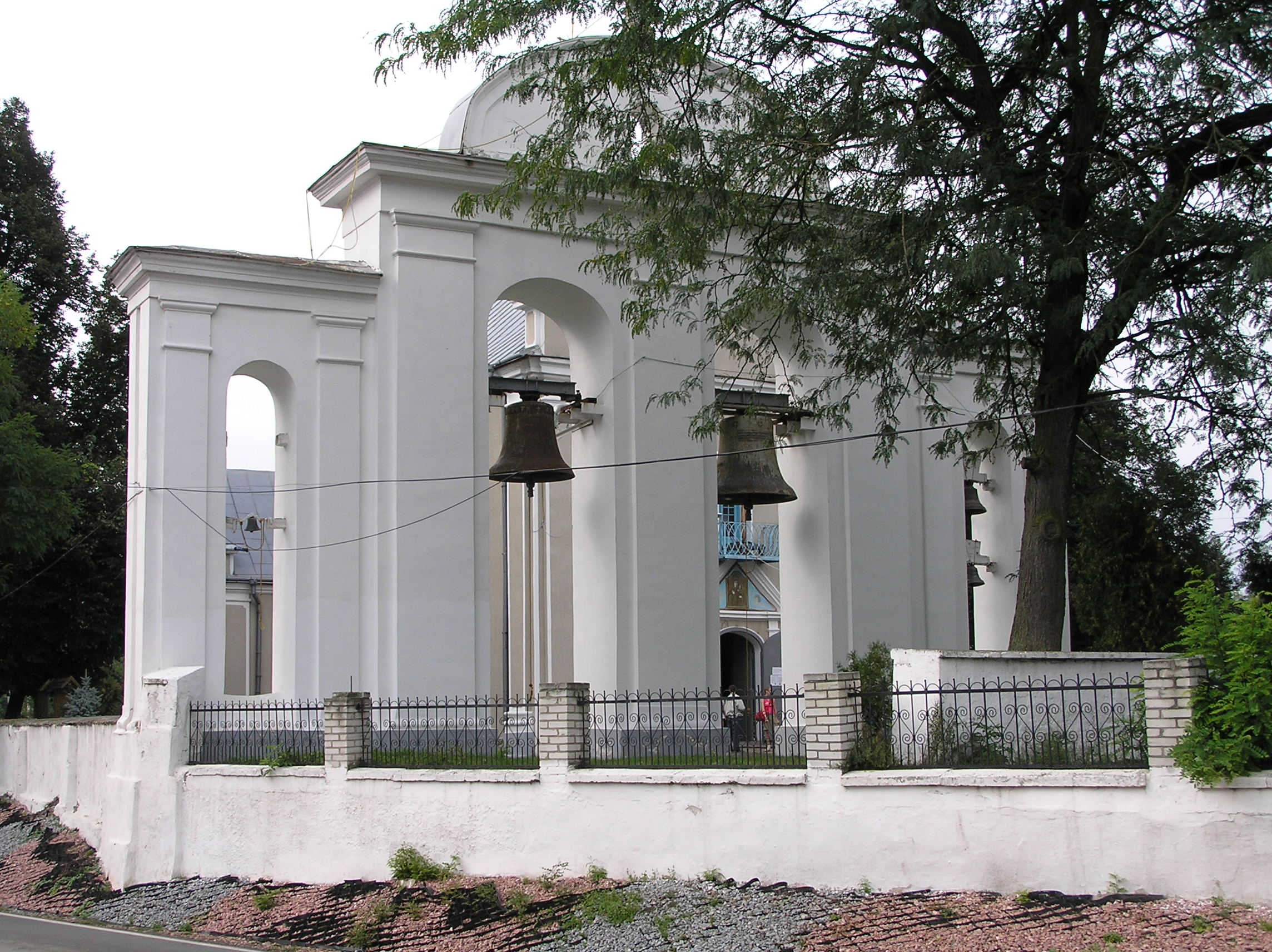
Дзвони Троїцької церкви. 2007 рік

Загальний вигляд комплексу церковних споруд у Зарваниці

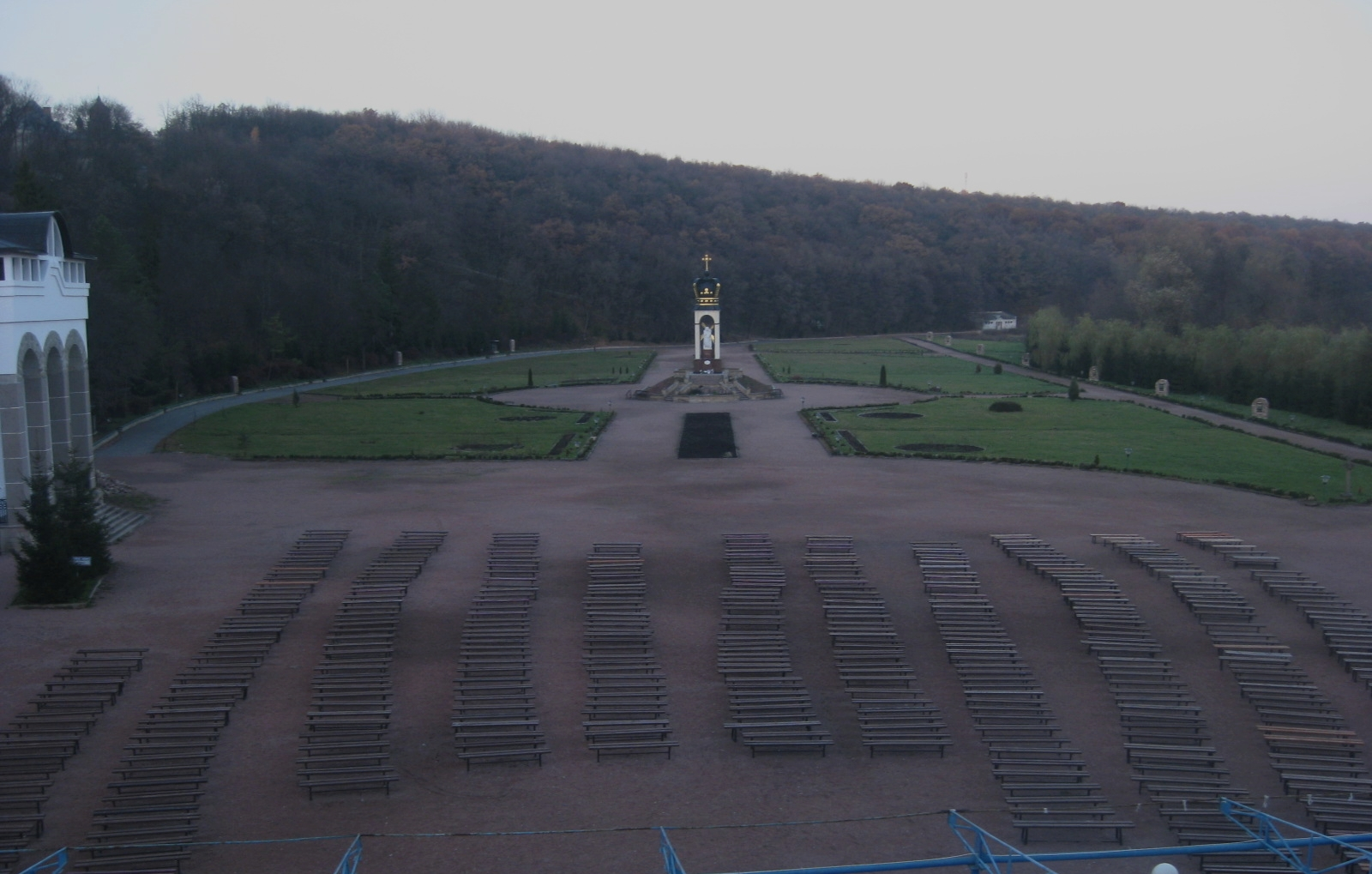
Зарваницький ландшафтний парк

З благословення архієрея Михаїла Сабриги отець-митрат Василь (Семенюк), за активної участі парафіян і семінаристів, сприяв відбудові у 1991 р. каплички біля джерела, ремонту знищеної церкви, спорудженню біля неї великої каплиці, у якій відправляються під час відпустів богослужіння, а також Хресну дорогу. Зведено реколекційний будинок, де проводять реколекції священики багатьох єпархій, семінаристи, родини, молодь, діти.
Відбудовуються Святотроїцький монастир Студійського Уставу та монастирська церква.
12 червня 2020 року, відповідно до розпорядження Кабінету Міністрів України № 724-р «Про визначення адміністративних центрів та затвердження територій територіальних громад Тернопільської області» увійшло до складу Золотниківської сільської громади.
19 липня 2020 року, в результаті адміністративно-територіальної реформи та ліквідації Теребовлянського району, село увійшло до складу Тернопільського району.

## Політика

### Парламентські вибори, 2019
На позачергових парламентських виборах 2019 року у селі функціонувала окрема виборча дільниця № 610835, розташована у приміщенні клубу.
Результати
- зареєстровано 209 виборців, явка 62,68%, найбільше голосів віддано за Всеукраїнське об'єднання «Батьківщина» — 24,81%, за «Слугу народу» — 21,71%, за «Європейську Солідарність» — 16,28%.[14] В одномандатному окрузі найбільше голосів отримав Микола Люшняк (самовисування) — 27,64%, за Ігоря Сопеля (Слуга народу) — 26,83%, за Володимира Бліхаря (Всеукраїнське об'єднання «Батьківщина») — 22,76%[15].

## Населення

### Мова
Розподіл населення за рідною мовою за даними перепису 2001 року:
| Мова       | Кількість | Відсоток |
| ---------- | --------- | -------- |
| українська | 342       | 100%     |

## Пам'ятки
- Церква Пресвятої Трійці (1754; кам'яна),
- Церква Благовіщення,
- Собор 3арваницької Матері Божої (2000, мурована; архітектор Михайло Нетриб'як, конст. Т. Григель), дзвіниця, монастир святого Івана Хрестителя Студійського уставу (2001)
- Монастирська церква Різдва Пресвятої Богородиці (2002; дерев'яна).
- Капличка (1991 р.),
- Скульптурна композиція 3арваницької Матері Божої (2000; скульптори Олександр Маляр, Дмитро Пилип'як; архітектор Данило Чепіль),
- Хресна дорога.
- Комплекс «Український Єрусалим» (освячений 27 серпня 2018). До унікального комплексу культових споруд Святої Землі, будівництво якого розпочалося влітку 2014 року, увійшли зменшена копія Гробу Господнього, Голгофа, Оливний сад, Сходи Покаяння (Святі сходи), купіль Ветезда, Левові (Ліонські) ворота та Вежа Давида.[17]

Спорудження й облаштування Зарваницького духовного центру триває.
Головні пам'ятники та пам'ятні знаки:
- символічна могила вояків Легіону УСС з пам'ятним знаком архангелові Михаїлу
- символічна могила воякам УПА (1993; архітектор Роман Вільгушинський)
- пам'ятний хрест на честь скасування панщини в 1848 р.
- кам'яний хрест на місці спаленої в 1754 р. дерев'яної церкви[18]
- меморіальна таблиця єпископу Никиті Будці (2000).

## Соціальна сфера
Діють філія Тернопільської духовної семінарії, клуб, бібліотека, відділення зв'язку, торговельний заклад, будинок для гостей.

## Відомі люди

### Народилися
- Володимир Гаврилюк - український поет і художник[19]
- Іван Гаврилюк - український релігійний і громадський діяч[20]
- Михайло Гаврилюк - український релігійний діяч [21]
- Гнат (Ігнатій) Галька - український фольклорист та етнограф[22]
- Анна Головінська-Максимович - українська літераторка  (донька пароха Василя Головінського[23])
- Іван Головінський - український науковець, професор, доктор психології (син пароха Василя Головінського[24])
- Галина Лопушанська - український науковець, доктор, професор [25][26]
- Омелян Макогін - публіцист, літератор [27]
- Евген Мандичевський.- український письменник, педагог
- Ярослав Пиріжок - український хоровий диригент

### Працювали
- Отець Петро Білинський — український священик (УГКЦ), фольклорист, історик, освітній діяч
- диригент Н. Вітошинський
- літератори: М. Кузьмович-Головінська та отець Василь Лімниченко-Мельник
- письменник та журналіст Владислав Павлов.

### Відвідували
- кардинал Мирослав-Іван Любачівський (1991)
- архієпископ Володимир Стернюк (1993)
- глава УГКЦ, кардинал Любомир Гузар (2002)
- глава УГКЦ Святослав Шевчук (2013) та інші діячі.
- Граф Микола Василь Потоцький, у заповіті записав для церкви в Зарваниці 8 000 золотих.[28]
- 3-тій президент України Віктор Ющенко з сім'єю (2009)[29]

### Парохи
- Ієронім Климкович
- Теодор Білинський — з 1711 р.; (знайдено, проголошено чудотворним образ Розп'ятого Спасителя)
- Ілля (Ілія) Білинський — з 1749 р.; (син о. Теодора; завершено будівництво Церкви Пресвятої Трійці)
- Андрій Липницький — 1756—1792 рр.; зарваницький декан, бережанський намісник (добився відкриття Зарваницького деканату УГКЦ; у 1778 р. придбав село Цвітову біля Заліщиків, прибутки від господарської діяльності в селі йшли на утримування священиків та співпрацівників у Зарваниці до 1928 р.)
- Євстахій Липницький — з 1792 р.; львівський канонік
- Йосиф Завальський — з 1799 р.; бережанський декан
- Костянтин Липницький — з 1811 р.; луцький канонік
- Михайло Лотоцький — до 1830 р.
- Теодор Ленкавський — 1830—1836 рр., останній Зарваницький декан (без ліквідації деканату)
- Михайло Лотоцький — майже 10 років, у 1843 році — декан-емерит[30]
- Іван Мандичевський — 1849—1862 рр.
- Корнелій Мандичевський — 2 роки після попереднього
- Порфирій Мандичевський — 1865—1881 рр.; завдяки йому Зарваниця стала відпустовим центром
- Андрій Білецький — 1882—1883 рр.
- Михайло Борисікевич — 1893—1895 рр.; чортківський декан; побудовано муровану надджерельну каплицю.
- Петро Білинський — 1897—1916 р.; сприяв відродженню Зарваниці як відпустового місця
- Василь Головінський — 1927—1944 рр. (з 1939 р. — заборона відправ «совітами»)[31]